# Heinz Eichelbaum
Heinz Eichelbaum (ur. 13 września 1940 w Oberhausen) – zachodnioniemiecki zapaśnik walczący przeważnie w stylu wolnym. Olimpijczyk z Montrealu 1976, gdzie odpadł w eliminacjach w kategorii plus 100 kg.
Brązowy medalista mistrzostw świata w 1975; piąty w 1974. Trzeci na mistrzostwach Europy w 1974 roku.
Mistrz RFN w 1959 i 1975; drugi w 1962, 1969, 1970, 1973, 1974, 1976, 1977 i 1985; trzeci w 1960, 1965, 1967 i 1968, w stylu wolnym. Mistrz w stylu klasycznym w 1961, 1968, 1972; drugi w 1962, 1964, 1965 i 1978; trzeci w 1959, 1966, 1967, 1969, 1970 i 1971 roku.